# Acolhuas

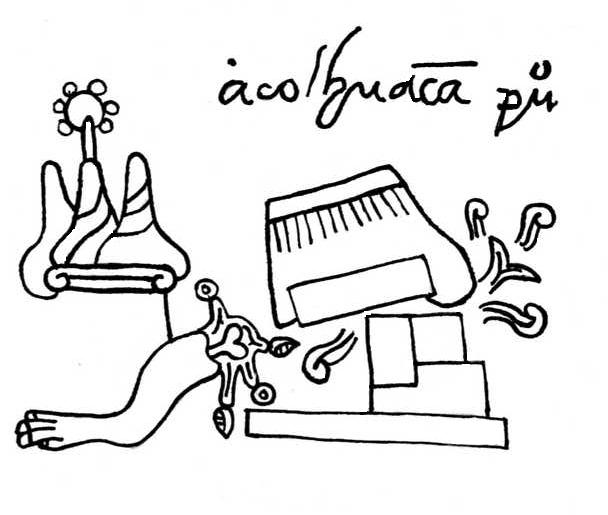
Acolhuacan-Tetzcoco como aparece en el Códice Mendocino

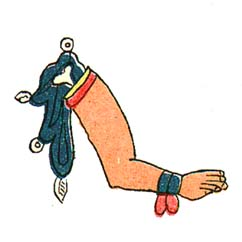
Acolhua

Los acolhuas (náhuatl ahcolhuahqueh 'los esforzados') eran una división tribal del centro de México, en las cercanías de Tenochtitlan; a la región ocupada por ellos se la llamó Acolhuacan y la ciudad principal fue Tetzcoco.

## Etimología del nombre
Según las crónicas del siglo XVI su significado es el derivado de sus raíces más claras y simples; así, para Juan Bautista Pomar se compone de acolli (hombro), que al entrar en composición queda la raíz acol-, a ésta se le pone el sufijo posesional -hua, formando así la palabra acolhua (el que tiene hombros). Pomar lo muestra en plural, "acolhuaque" y lo traduce como hombrudos.
Una teórica interpretación a partir de sus raíces puede hacerlo derivar como ā-cōl-huah (ā- 'agua', cōl- 'abuelo, antepasado', -huah ‘poseedor’) significaría literalmente 'los que tienen antepasados [procedentes] del agua'. Sin embargo, el glifo empleado para la ciudad es un brazo doblado con el signo de agua (náhuatl ā-) arriba (para representar el valor fonético /a/), este glifo proviene del cuasi-homófono ahcol- 'hombro'.
Una tercera interpretación desde la semiología puede considerar la palabra «acolhua» como una variante de «(a)ahcolhuah» —o «a(ah)colhuah»— y también puede significar «señores del lago» o «moradores del lago». La raíz recuerda a la que encontramos en otros términos como «colhuia» con el sentido de «rodear». Designando en su literalidad a «aquel que posee un brazo», e indirectamente a «aquel que abraza, rodea o domina (algo)», aplicado en su literalidad a «aquel cuyos brazos rodean el agua» o «aquel que tiene sus brazos en el agua». Como se trata de un gentilicio, la palabra «atl» (agua) se refiere al lago.

## Orígenes
De acuerdo con el cronista Ixtlilxóchitl, primero se habrían establecido en la región los chichimecas de Xolotl y posteriormente se habrían otorgado tierras a los “verdaderos acolhuas”. Sin embargo, existe evidencia de que esta versión de la historia no es correcta: varios señoríos les preceden siglos antes, entre ellos los de Coatlichan (una cabecera de la Triple Alianza de 1047 a 1272), Huexotla, Otompan y Chimalhuacán.
Lo que las fuentes designan como la “raza” acolhua, en realidad es el resultado del desarrollo de diferentes grupos étnicos asentados en la región oriental del Estado de México y la parte colindante de Hidalgo con este, siendo principalmente las tradiciones otomíes y nahuas las dominantes. Con el tiempo desarrollan una conciencia “tolteca” declarándose descendientes de chichimecas y nahuas; este proceso tiene por resultado que en las fuentes las relaciones con otros grupos o los sucesos sean mitificados, provocando que los datos a primera vista parezcan improbables y confusos, siendo necesario en nuestros tiempos revisiones más cuidadosas de los documentos que conocemos.
Aunque su antigüedad es exagerada en algunas fuentes (siglo IX o X, refiriéndose al asentamiento en Tenayuca), lo más razonado es aceptar la cronología que los coloca en el siglo XIII (con su posible origen a finales del XII). La importancia de esta etnia radica en que el linaje de los señores de Tenayuca-Tetzcoco, años antes de su alianza con los mexicas logran el control de una amplia zona que incluye la ruta comercial hacia el Golfo de México (zona huasteca), incluso se considera que habían alcanzado el mayor refinamiento cultural del Altiplano Central a la llegada de los españoles.

## Primeros tiempos

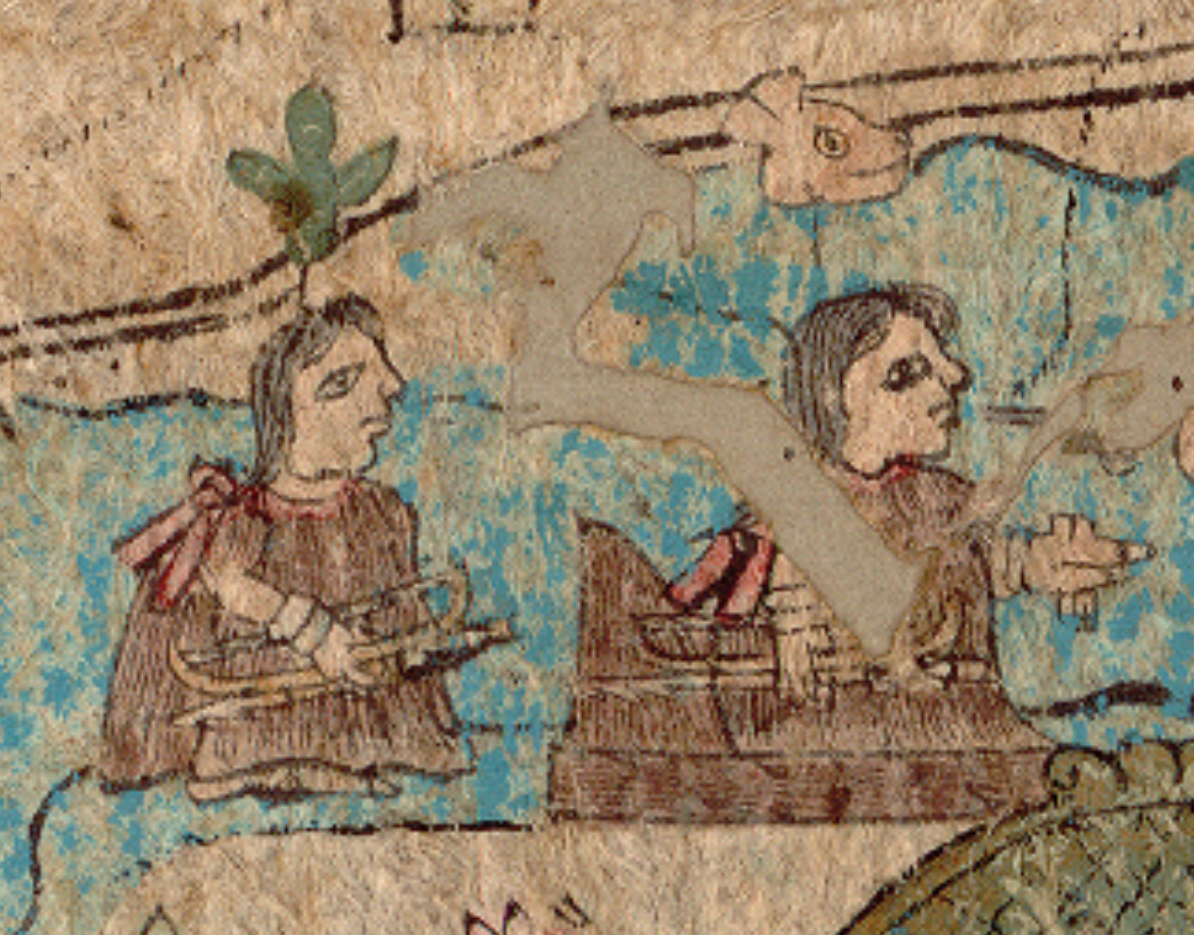
Xolotl (derecha) y su hijo Nopaltzin (izquierda) en la lámina 2 del Códice Xolotl.

Según las fuentes, los orígenes de esta cultura inician con la salida de su caudillo Xólotl del legendario Chicomoztoc. Teniendo un asentamiento provisional en Xoloc para posteriormente establecer su capital en Tenayocan (Tenayuca). Al revisar cuidadosamente los documentos coloniales resulta notorio que la participación de Xolotl más que ser histórica, es parte de un contexto mítico, de un discurso en el cual se establecen las bases que validan su derecho a gobernar. La existencia física de un caudillo trascendente que sería mitificado, tal vez habría ocurrido a partir del año 1130; por otra parte, siguiendo los indicios de las fuentes pudo haber sido gobernante durante 47 años, de 1157 a 1204, si es que en realidad existió.
El segundo señor (considerado ya plenamente como tlatoani) de nombre Nopaltzin, gobernó de 1204 a 1236. Aunque las fuentes y pictografías del siglo XVI presentan a los acolhuas como chichimecas bárbaros y poco civilizados, en realidad ya realizaban censos, demarcaban territorios, tenían una organización política clara y creaban obras hidráulicas complejas; todo esto denota una cultura superior a la tradicionalmente atribuida a "los bárbaros", que para entonces eran ya agricultores. Por otro lado –según el estudio de Charles Dibble del Códice Xólotl– la propuesta de que al iniciar su reinado este segundo tlatoani su territorio abarcaba de poniente a oriente desde el Nevado de Toluca hasta el Pico de Orizaba en Veracruz, y de norte a sur desde el señorío de Metztitlan en Hidalgo hasta Izúcar en Puebla, es exagerada. Ya que de ser así, deberían existir pruebas arqueológicas y documentos que demuestren la superioridad e influencia que generaría tal centro rector, que de alguna manera tendría que dejar huella y que de hecho, no existe.
El gobierno de Nopaltzin no es sobresaliente, pues en su tiempo los tepanecas junto a los colhuas ejercían mayor influencia. El territorio que dominaba este chichimeca-acolhua probablemente se ceñía a la Sierra de Guadalupe y las estribaciones correspondientes, de alguna manera limitados por el “Tepanecapan” hacia el sur y por la alianza de Xaltocan-Tepotzotlán-Cuauhtitlan por el norte. Nopaltzin se casó con Azcaxochitzin, hija de Pochotl y nieta de Topiltzin de Tula, tuvieron tres hijos, Cozanatzin-atencatl que fue a gobernar a Zacatlán; Huixaquentochin que gobernó en un lugar denominado Tenamitec, y Tlotzin Pochotl que fue elegido como sucesor en Tenayocan.
Tlotzin  se casó con Pachxochitzin, hija de un señor de Chalco llamado Cuahuatlal; tienen seis hijos, Xiuhquetzal, Tochin, Nopaltzin Cuetlachihuitzin, Quinatzin Tlaltecatzin, Malinalxochitl (quien se casa con Tlacotzin señor de Coatlichan, de donde se desprende el derecho para gobernar el Acolhuacan) y la sexta fue una mujer cuyo nombre se desconoce.
Asciende en 1236 centrando su regencia en mejorar la calidad de vida, construyendo grandes obras hidráulicas, mejorando los caminos, estableciendo relaciones cordiales con sus tributarios, esto provoca un aumento demográfico y un Estado bien organizado. Para 1240 llegan los mexitin que piden permiso a Tlotzin para fundar el poblado de Huixachtitlan, que se volverá su primera capital. En 1245 acontece el enfrentamiento entre el señorío de Tenayocan y el de Colhuacan, donde los primeros –con ayuda de los mexitin – son los vencedores, y aprovechando el momento obtienen mujeres colhua-toltecas con las que “mejoran” sus linajes. El resto de su reinado continua progresando y realizando alianzas, sobre todo con la región oriente del lago de Tetzcoco, al momento de su muerte ya se considera su territorio como un tlahtocayotl fuerte, sólido, con muchos recursos, tanto que es capaz de participar en la guerra que se ciñe sobre la sucesión al trono de Coatlichan en 1272.

## Consolidación y auge
Poco antes de morir Tlotzin, en 1270 se desatan conflictos internos en el Acolhuacan, en donde la capital –Coatlichan– es reclamada por Yacanex, señor de Tepetlaoztoc, pretendiendo usurpárselo a Huetzin, legítimo heredero. Con el ascenso de Quinatzin en 1272 el conflicto llega a su clímax; Yacanex forma alianza con los señoríos otomíanos de Metztitlan, Tototepec y Tepepolco (gobernados por Ocotoch, Coacuech y Zacatitechcochi respectivamente), mientras tanto Huetzin es apoyado por sus tíos, Quinatzin y Nopaltzin, además interviene un contingente guiado por el hijo del tlatoani de Cuahuacan, de nombre Tochinteuctli (no se confunda con el otro tío de Huetzin).
La batalla final se daría en cuatro frentes distintos: en Chiucnauhtlan (Chiconautla) defendido por Yacanex y atacado por Tochinteuctli quien mata al instigador de la revuelta; en Patlachiuhcan (Pachuca) se atrinchera Coacuech y Huetzin rompe el cerco alcanzando la victoria; en Zoltepec se fortificó Ocotoch pero fue capturado y muerto por Nopaltzin quien emocionado persiguió al reducto de enemigos casi hasta Tolantzinco , cayendo en una emboscada sin poder salir con vida de ella; y en Cuaximalco lugar muy cercano a Tepepolco, fue arrasado por Quinatzin.
Con el triunfo Quinatzin aprovecha la oportunidad, y decide cambiar la capital a la orilla oriente, sobre un poblado ya existente de nombre Catlenihco, donde residía desde antes del conflicto, a la vez, designa a esta ciudad –llamada a partir de entonces Tetzcoco– como la capital y sucesora en la Triple Alianza, hecho aceptado por las otras dos sedes, Azcapotzalco y Colhuacan. En Tenayocan queda como señor Tenancacaltzin, que era medio hermano de Tlotzin. Por su valor y desempeño Tochinteuctli es declarado tlatoani del poblado de Huexotla, iniciando un nuevo linaje, se casa con la princesa Tomiyauh (nombre tal vez mítico pues también es el nombre de la mujer de Xolotl) con la que engendra a Yaotl, Quiauhtzin, Matzicoltzin, Nenetzin (que se casa con Acolmiztli, hijo de Huetzin), Cuauhcihuatzin (que se casa con Quinatzin).
De este matrimonio de Quinatzin nacieron, Tochpilli, Matzicoltzin, Memexoltzin, Chicomacatzin y el último de ellos Techotlalatzin en 1323.
Durante su reinado acontecerían grandes cosas a los mexitin, aunque los acolhuas no participaron directamente en ello. En 1274 trasladan su capital de Huixachtitlan a un islote en el Lago de Texcoco; se establecen en Chapoltepec de 1281 a 1299 de donde son expulsados violentamente; pasan a formar parte del reino de Colhuacan hasta 1302. Mientras tanto Tetzcoco florecía consolidando el Acolhuacan hasta los límites del Estado de Puebla, logrando posiblemente su mayor expansión. 
En 1331 sube al trono Techotlalatzin, tras la muerte de su padre Quinatzin, con apenas 8 años de edad se convierte en el nuevo tlatoani acolhua.
En 1336 termina la alianza que tenían Colhuacan y los mexicas, en 1337 una fracción de los mexicas se separa políticamente y se establece en Tlatelolco. Para 1344 Azcapotzalco discretamente apoya a los mexicas para que conquisten al señorío de Colhuacan y tomen su lugar en la Triple Alianza, para así a través de México tener el control de dos sedes.
Techotlalatzin se dedica a llevar un buen control y administrar pacíficamente su región, sin sobresaltos mantiene un fuerte contingente de guerreros, teniendo prácticas militares regulares, provocando que ningún otro señorío los desafíe. Por el contrario los tepanecas continuaban con incursiones hacia el norte y el sur con campañas en 1367, 1371, 1376, 1379, 1382 y 1393. Este gobernante tetzcocano se casó con una hija de Acolmiztli de Coatlichan, de nombre Tozquetzin con la que engendra a Tenannahuacatzin, Acatlotzin, Tenancacaltzin, Chochxochitzin y a su heredero Ixtlilxochitl.
Techotlalatzin desde el inicio de su regencia cambia el idioma oficial que usaban (alguna variante entre el otomí y el pame) desde sus primeros tiempos, se dio cuenta de la utilidad y extensión que estaba alcanzado el idioma náhuatl y decidió imponerlo, poco a poco y debido a la situación imperante –que ya muchas personas lo hablaban– no fue difícil hacerlo, hacia el final de su periodo la mayoría de la población ya lo usaba.

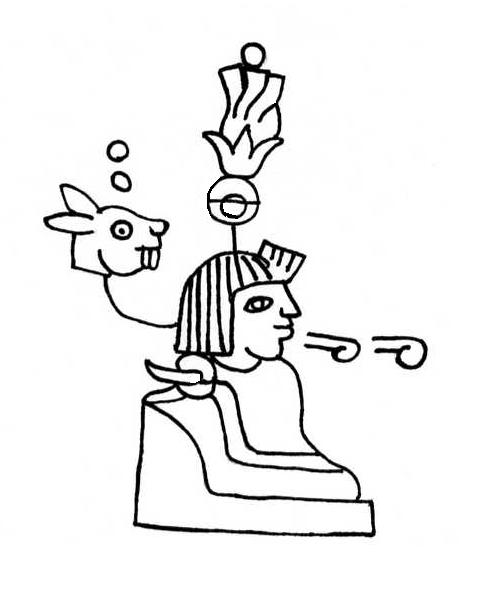
Imagen de Ixtlilxochitl Ometochtli

Ixtlilxóchitl Ometochtli, quien había nacido en el bosque de Tzinacanoztoc en 1351, había ocupado un lugar especial en el señorío, era respetado y admirado. Desde su nacimiento se le había asignado un grupo de pueblos para gobernar, estos eran Tepepolco, Tepetlaoztoc, Teotihuacán, Tezoyocan, Tepechpan, Chiuhnauhtlan, Cuextecaichocayan, Tlalaxapan, Tizayocan, Ahuatepec, Axapochco y Cuauhtlatzinco. Ixtlilxochitl emparienta con la nobleza tenochcatl al contraer matrimonio con Matlatzihuatzin, hija de Huitzilíhuitl y hermana de Chimalpopoca e Itzcóatl, dos son los hijos legítimos (a partir de este soberano es aceptada la poligamia en la nobleza), Nezahualcóyotl y la princesa Atotoztzin. Ixtlilxochitl a la muerte de su padre en 1409 toma las riendas del Acolhuacan; es una excepción en la historia pues la mayoría de los tlatoques ascendían a una edad muy corta (como su padre) y él lo hizo a los 58 años, tan sólo tres años después en 1412 juro a su hijo Nezahualcóyotl como su sucesor.
Tezozómoc que regía Azcapotzalco desde 1371, con las victorias logradas durante las últimas décadas se siente bastante poderoso y decide atacar a Tetzcoco en 1414, nombra como General del ejército a Tlacatéotl de México-Tlatelolco, quien comanda la ofensiva desde la laguna y manda un contingente para que pase por tierra de Ehecatepec a Chiconauhtla, Ixtlilxochitl nombra General a Tzoacnahuacatzin quien defiende las posiciones acuáticas y manda por tierra a Coacuecuenotzin. Los tepanecas mantienen ventaja hasta el 14 de abril de 1415 –cuando prácticamente los tenían atrincherados en Tetzcoco– a partir de este día los acolhuas inician una contraofensiva que voltea los papeles, Tzoacnahuacatzin comienza a repeler a los enemigos hacia el sur, primero entran a Actahuacan y poco después controlan el territorio hasta Iztapaluca, mientras tanto Coacuecuenotzin por el norte va conquistando Xilotepec Tepotzotlán, Citlaltepec y Cuauhtitlan donde hubo una gran batalla, de aquí pasan a Temacpalco de donde sitian Azcapotzalco por más de tres años. En 1418 acorralado e imposibilitado Tezozomoc pacta la rendición y decide cerrar la negociación en Tetzcoco el 4 de agosto, astutamente confabula comprando aliados para traicioneramente matar a Ixtlilxochitl y a sus allegados en su propio palacio, de último momento logra escapar junto a su hijo Nezahualcóyotl, evadiendo a los guerreros tepanecas por poco más de un mes, es hasta el 24 de septiembre de 1418 que matan al tlatoani acolhua, su hijo oculto en un árbol contempla el magnicidio para posteriormente volverse fugitivo y huir a Huexotzinco y luego a Chalco. De esta manera Tezozomoc logra el control de todo el valle de México y zonas circunvecinas, imponiendo a la nobleza tepaneca en las ciudades más importantes y estableciendo alianzas matrimoniales.

## Recuperación del señorío

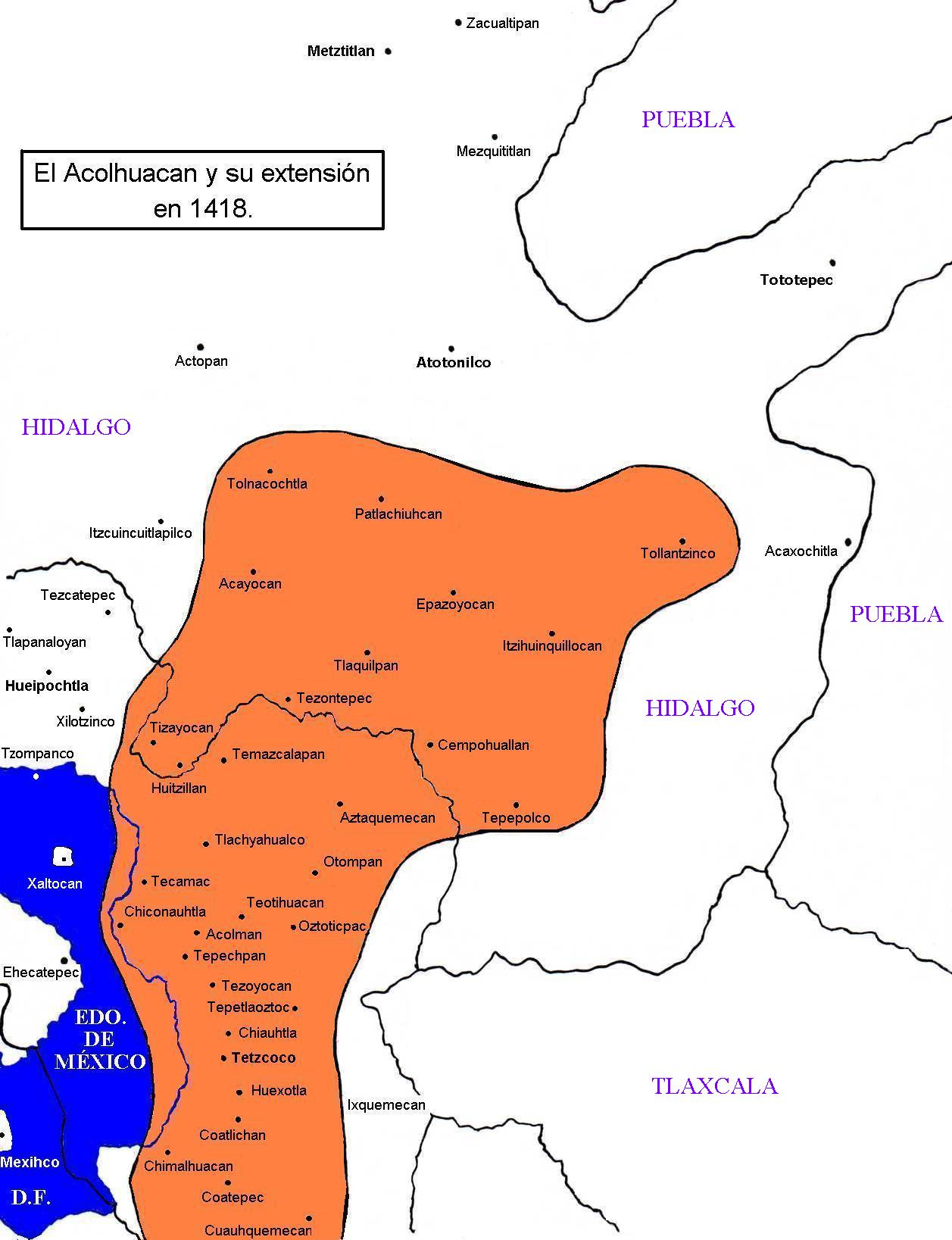
El Acolhuacan en 1418, se aprecia la ubicación de los señoríos de Metztitlan, Tototepec y Atotonilco.

Nezahualcoyotl estando en Huexotzinco decide trasladarse a Chalco para estar más cerca de su pueblo, donde trata no ser descubierto y por medio de espías se mantiene al tanto de los sucesos importantes, por descuido provoca que lo aprese el señor de Chalco quien decide que muera por inanición en una jaula, con ayuda de un viejo aliado logra escapar nuevamente a Huexotzinco. Desde ahí por medio diplomático y con ayuda de sus parientes políticos en Tenochtitlan, consigue la indulgencia de Tezozomoc quien le permite que visite y resida en esta ciudad isleña.
Con la muerte del tlatoani de Azcapotzalco el 24 de marzo de 1426 se abre un nuevo parte aguas en la historia antigua. La designación de Quetzalayatzin como sucesor provoca disgusto en Maxtla que era señor de Coyoacán desde 1410, quien decide usurpar el trono el 29 de marzo, en cuanto terminaron las ceremonias fúnebres, comenzando una regencia despótica.
La noche del 12 de julio Chimalpopoca tlatoani de México-Tenochtitlan trama un ardid para asesinar a Maxtla y se lo hace saber a Quetzalayatzin para que lo ejecute y así recuperar su designación. Por desgracia se entera el tirano y al día siguiente manda matar a su medio hermano de la misma manera que habían planeado para él. El 18 de julio Maxtla manda matar también a Tlacateotzin de Tlatelolco quien intenta huir y es alcanzado a la entrada de Xaltocan, es sustituido por Cuauhtlatoatzin.
Aprisiona a Chimalpopoca en día 20 de julio, aquí interviene Nezahualcóyotl quien intenta rescatar a su tío pero fracasa teniendo que huir para salvar su propia vida, en este momento decide recuperar su señorío, por medio de varias alianzas conquista el área central del Acolhuacan y entra a la ciudad de Tetzcoco el 11 de agosto. Mientras tanto Chimalpopoca es ejecutado al día 21 de julio de 1426, en Tenochtitlan es elegido como su sucesor Itzcoatl al año siguiente.

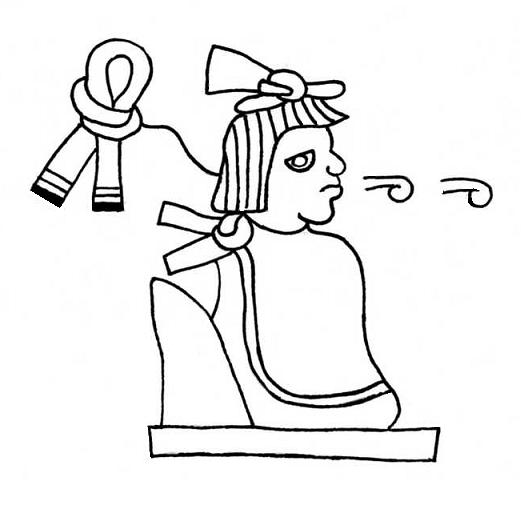
Maxtla señor de Azcapotzalco

Se suscita una situación tensa durante casi dos años, durante la cual las alianzas determinarán la balanza a favor de los tenochcas y los acolhuas, principales opositores de los tepanecas, quienes apoyados por los señoríos de Huexotzinco y Tlaxcallan arman el ataque contra Maxtla a partir de 1428, conquistando Azcapotzalco ese mismo año, posteriormente someten a Tlacopan, Atlacuihuayan y demás ciudades tepanecas, por fin en 1430 derrotan a Maxtla en Coyoacán, algunas fuentes señalan que Nezahualcóyotl mató al usurpador, aunque a ciencia cierta no se sabe si murió o huyó, como fuera jamás se supo nada más de él.
Los vencedores deciden restablecer la Excan Tlahtoloayan, además de Tetzcoco y Tenochtitlan designan a Totoquihuatzin de Tlacopan (Tacuba) como tercer miembro de la coalición, con lo cual se preserva el título de Tepanecateuctli, Nezahualcóyotl recibe el de Chichimecateuctli e Itzcoatl el de Colhuateuctli.
Durante 1431 Itzcoatl incita a los acolhuas diciendo que Nezahualcóyotl no es digno del nombramiento como Chichimecateuctli, como consecuencia se desata una breve guerra por ocho días, en la cual el ejército de Nezahualcóyotl muestra su superioridad entrando en Tenochtitlan, Itzcoatl asume su derrota y pacta ser aliado fiel y solidario, el tlatoani de Tetzcoco de manera magnánima perdona a los tenochcas y desaprovecha la oportunidad de tener el control del centro de México, tal vez porque concebía tal acto como una tiranía y dentro de su cosmovisión era necesario el equilibrio entre los pueblos y la existencia de las alianzas. En este mismo año se desata una guerra civil entre Tenochtitlan y Tlatelolco, donde los tlatelolcas quedan sometidos a las órdenes de Itzcoatl, quien decide iniciar su expansión hacia el sur conquistando a Xochimilco.
En 1432 los tenochcas derrotan a	Mizquic y Cuauhquechollan, en 1433 reconquistan Cuitlahuac, finalmente adquieren el control de la ruta del algodón al derrotar a Cuauhnahuac en 1439.
En 1440 muere Itzcoatl y el concejo junto con los señores de Tetzcoco y Tlacopan aceptan la elección de Ilhuicamina Chalchiuhtlatonac como nuevo tlatoani, quien apoyado por Nezahualcóyotl logra la primera oleada expansionista con lo que se enriquecen con productos exóticos y los graneros del estado –al final de su periodo– a su máxima capacidad. Aunque su regencia tiene altibajos, como la hambruna de 1446 (que conduce a una nueva guerra chalca por veinte años) y la gran hambruna de 1450-1454 (que motiva las famosas “Guerras Floridas” contra Tlaxcallan.

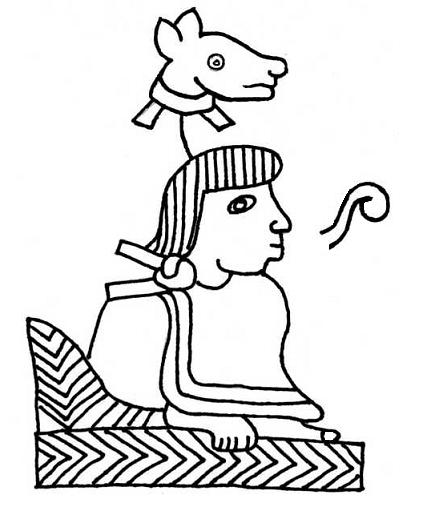
Nezahualcóyotl señor de Tetzcoco

Nezahualcóyotl acompaña a Ilhuicamina en las primeras incursiones en el estado de Oaxaca, sometiendo las capitales de Cohuaixtlahuacan (Coixtlahuaca) y Tepozcolollan (Teposcolula) en 1461, para un mejor control de la ruta conquistan la región de Atezcahuacan en Puebla ese mismo año, en 1463 por primera vez incursionan en la región de Cuetlaxtlan pero no la someten completamente.
Se le atribuye la captura del señor de Chalco y con esto el final de la guerra de los veinte años a Axoquetzin, hijo de Nezahualcóyotl que contaba con apenas 18 años en 1464, pasando este señorío belicoso a formar parte del Acolhuacan. Los acolhuas y los tlatelolcas se destacan en 1466 al conquistar a Cuauhtinchan y la capital Tepeyacac, tomando el control de la ruta por el sur de Tlaxcallan hacia Veracruz Nezahualcóyotl dirige la expansión hacia el golfo de México, somete la capital Tlatlauhquitepec en 1467 y la provincia costera de Cuetlaxtlan con ayuda tenochcatl en 1470, aunque ésta se rebela de 1473 a 1475.
Durante sus dos últimos años Nezahualcóyotl se dedica a consolidar los territorios sometidos. Su vida se ha mitificado a causa de los cronistas del siglo XVII, quienes a base de “ciertos indicios” nos han trasmitido la imagen de un “rey monoteísta” que se acerca más a los cánones de moral occidental. Ciertamente era un gran ingeniero y poeta; la información que menciona que conquistó más de 40 pueblos, que mató 12 gobernantes por su propia mano y las leyes que promulgó es imprecisa y ambigua, paradójicamente a su fama e importancia la gran mayoría de su obra y vida es desconocida.

## Nezahualpilli y sus sucesores
Nezahualpilli Acamapichtli segundo hijo legítimo de Nezahualcóyotl había nacido el 1 de enero de 1465, a la muerte de su padre en 1472 contaba con apenas 8 años siendo electo el nuevo Hueyi Tlatoani de Tetzcoco, situación que favoreció a Tenochtitlan quien de manera discreta toma el control de la Triple Alianza y dirige la política del nuevo Estado Supremo.
Al año siguiente acontece el último conflicto interno entre Tenochtitlan y Tlatelolco Moquihuix que gobernaba desde 1460 hace alianza con Colhuacan, Cuitlahuac y Huitzilopochco, para tener el mando sobre todos los mexicas, Axayácatl sin clemencia avanza sobre la ciudad gemela hasta cercarlos en el recinto ceremonial donde se atrinchera Moquihuix, sin poder evitarlo pavorosamente son derrotados los tlatelocas, aconteciendo la destrucción del Templo Mayor de Tlatelolco el 28 de julio de 1473, quedando así por más de cuarenta años como escarmiento para cualquier otro acto subversivo.
La historia de Tetzcoco en tiempos de Nezahualpilli queda ligada a la de México, los ejércitos acolhuas están a las órdenes de los tenochcas, las campañas en Tlachco, Malinalco, Ocuillan, suceden en 1476. Tollocan al siguiente año, en este mismo 1477 en Xiquipilco, su señor Tlilcuetzpali casi mata a Axayacatl pero es salvado por Quetzalmamalitzin capitán acolhua y gobernante de Teotihuacán, que también captura a Tlilcuetzpali con lo que alcanzan la victoria. En 1478 enfrentan una nueva derrota en Taximaroa (Cd. Hidalgo, Michoacán), contra los tarascos, donde es frenado su avance hacia el poniente. Las últimas conquistan que logran es en la provincia cuexteca (huasteca) de Tochpan, muere Axayacatl en 1481.
Nezahualpilli sale a sus primeras batallas en 1481 contra Ahuilizapan, Tototlan y Oztoticpac, de donde regresa triunfante. Se dice que tuvo 40 esposas, pero la legítima fue Tenancacihuatzin en la que tuvo 11 hijos; Huexotzincatzin, Tiacapantzin, Cuauhtliztactzin, Tetlahuehuetzquititzin, Tlacoyehuatzin, Teicutzin, Xocotzin, Coanacochtzin (don Pedro), Ixtlilxochitl (Fernando Cortés), Nonoalcatzin y Yoyotzin (don Jorge).

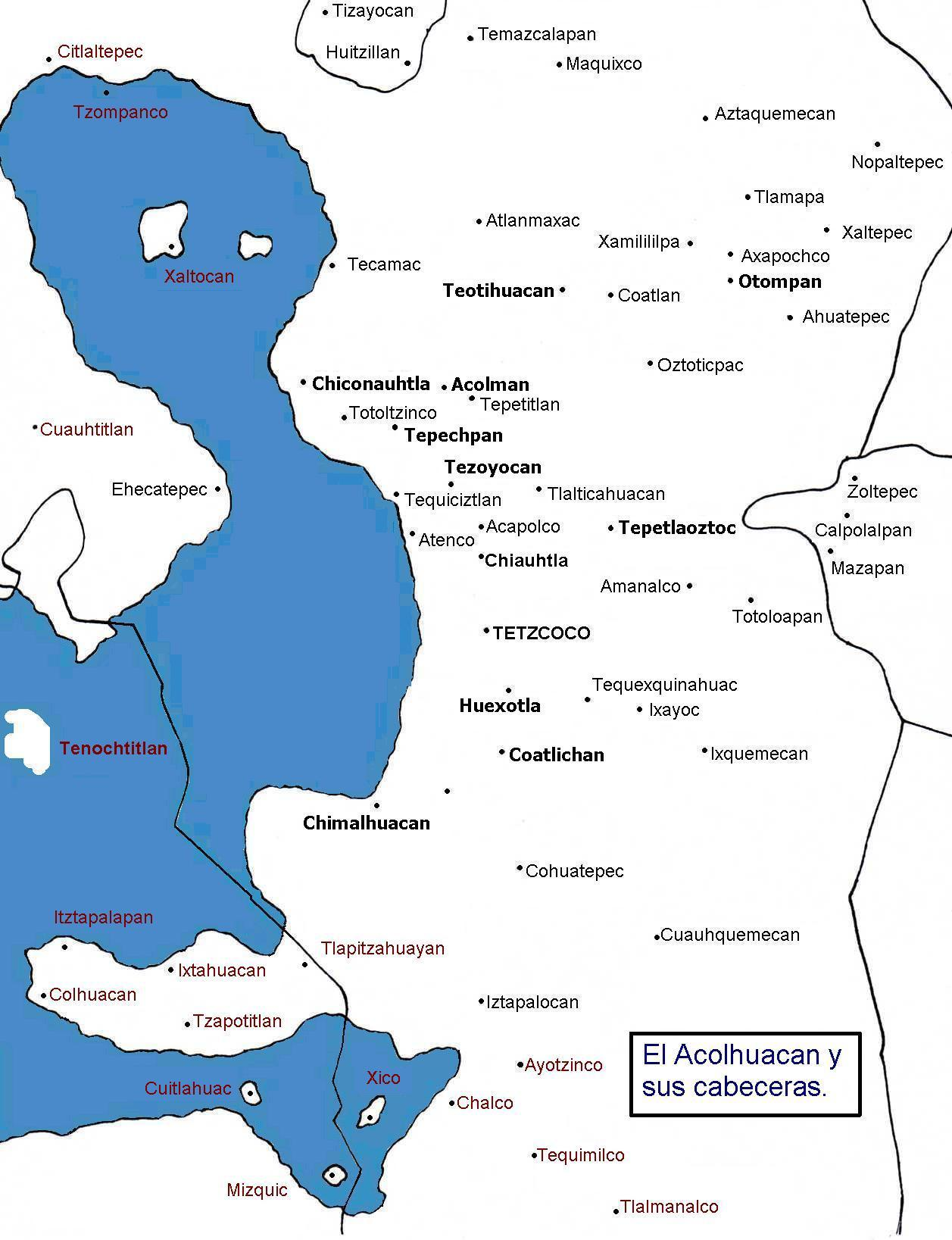
Las principales poblaciones del Acolhuacan (las cabeceras en negritas).

Durante el reinado de Tízoc (1481-1486) no acontece nada sobresaliente. Con Ahuitzotl se inicia la segunda oleada expansionista, con la que casi se alcanza su máxima extensión, inician por la huasteca en 1486 contra Nauhtla; en 1490 comienza el debilitamiento de la alianza tlaxcalteca atacando a Huexotzinco, ya con la intención de someterlos; desde 1489 incursionan en territorio del actual estado de Guerrero, atravesando la alta montaña con la intención de llegar al océano Pacífico, para 1491 sólo faltaba el señorío de Zacatollan (Zacatula). Sin poder someterlos después de varios intentos bélicos, Teuhchimaltzin uno de los capitanes tetzcocanos, planea un ardid, se cuela entre la población disfrazado de mercader y espera un día de fiesta, porque era sabido que eran muy dados a la embriaguez. Así sucedió, ya siendo de noche entra al palacio y comienza a bailar disimulando que está borracho, se acerca al gran soberano de nombre Yopicatl Atonal, cuando nadie se da cuenta le corta la cabeza y le quita sus insignias y joyas metiéndolas en una bolsa para luego regresar a la guarnición, al día siguiente los de Zacatollan se dan por vencidos.
Continúan las conquistas en Oaxaca, Tzapotlan en 1492, Xaltepec en 1493, consiguiendo acercarse a la ruta hacia en Xoconochco (Soconusco), faltándoles derrotar a los zapotecas que se habían fortalecido en la ciudad de Guiengola en el istmo de Tecuantepec, desde 1494 son repelidos los tenochcas junto a sus refuerzos, teniendo muchas bajas; al ver Ahuitzotl en 1496 la imposibilidad de la conquista militar envía una embajada a Cocijoeza señor de los zapotecas, con la intención de establecer un pacto, con el cual los comerciantes tendría libre acceso a la zona chiapaneca, en cambio ofrecía parte de las ganancias y a algunas de las princesas tenochcas como concubinas, incluso su propia hija de nombre Ichcatlaxoc, que se convertiría en reina, dándole un hijo que sería el sucesor de Cocijoeza, llamado Cocijopii (quien gobernaba a la llegada de los españoles). La aceptación por parte de los zapotecas a la larga sería contraproducente, pues serían traicionados y conquistados en 1499.
La muerte de Ahuitzotl en 1502 cambiaría aún más la situación para los acolhuas, ya que con la elección de Moteuczoma Xocoyotzin la centralización del poder sería casi total. Se hace la ceremonia de ascenso en 24 de mayo de 1503, inmediatamente continua la conquista de Oaxaca, aunque su regencia buscará más la consolidación del Estado, implementando nuevos ordenamientos y políticas. En 1505 acontece una hambruna, en 1506 somete al señorío que se mantenía independiente de Tototepec, en Hidalgo, al año siguiente de 1507 realiza la ceremonia del Fuego Nuevo con un esplendor nunca antes visto, en 1508 acontecen las Xochiyáoyotl en contra de Atlixco. A partir de 1510 Moteuczoma conspira para eliminar a Nezahualpilli, aunque todos sus intentos “legales” fracasan por medio de acciones diplomáticas manipula y controla el Acolhuacan. La muerte al parecer natural de Nezahualpilli en 1515 causa conmoción ya que no designa heredero, sus hijos legítimos en orden de derecho eran Tetlahuehuetzquititzin, Ixtlilxochitl y Coanacochtzin, el primero que no era considerado apto desiste de ser el nuevo soberano, los otros dos al ser demasiados jóvenes (Ixtlilxochitl apenas iba a cumplir 16 años) no llegan a un acuerdo, esto es aprovechado por Moteuczoma que logra sea designado Cacama, un sobrino de él, quien gobierna de 1516 a 1520. A la muerte de este por los españoles, es elegido Coanacochtzin (1520-1525), a él le toca lidiar con la conquista de México y la imposición del nuevo régimen.
Por su realeza Ixtlilxochitl es aceptado para regir el Acolhuacan –ya como institución hispánica- a partir de 1525, por lo que su mandato es parte de la historia colonial.